# لحم رخيص
لحم رخيص فيلم درامي مصري، إنتاج 1995، تأليف : صلاح فؤاد، وإخراج : إيناس الدغيدي. بطولة: كمال الشناوي، إلهام شاهين، محمد هنيدي، وفاء مكي.
تدور أحداث الفيلم عن تجارة الجسد في الأرياف المصرية حيث تتواجد إخلاص وتوحيده ونجفه الفتيات الثلاث بنات القرية الواحدة بالظروف الصعبة المتشابهة اللاتي يتقدمن للمعلم مبروك ليبحث لهن عن فرصة عمل أو زواج فيزوج نجفه لشيخ عربي يجعلها خادمة لزوجاته بينما تتزوج إخلاص شابًا خليجيًا يتركها بعد أن تحمل منه بينما تعمل توحيده خادمة في أحد الأماكن سرعان ما تتركه..

## بطولة
| - طارق النهري: الرجل الليبي - إلهام شاهين: توحيدة - كمال الشناوي: مبروك - محمد هنيدي: نص - محمود قابيل: هشام - وفاء مكي: نجفه - عبد الله الكاتب: - جيهان سلامة: اخلاص زوجة الليبي | - عبد الحفيظ التطاوي: الخليجي - هانم محمد - شروق - فؤاد خليل - عثمان عبد المنعم - بدرية عبد الجواد - أحمد أبو عبية - سارة | - طلعت زين - ياسمين - مروان حماد - سعيد عبد النعيم - قاسم الدالي - مها كشيك - فتحية طنطاوي - حمدي يوسف |

## روابط خارجية
- لحم رخيص على موقع الدهليز
- لحم رخيص على موقع قاعدة بيانات الأفلام العربية